# Berwick (Nouvelle-Zélande)
Pour les articles homonymes, voir Berwick.
Berwick est une petite communauté agricole située sur les berges de la rivière Waipori dans le district de Clutha, dans l’Île du Sud de la Nouvelle-Zélande.

## Situation
Au sud de la commune de Berwick se trouve la forêt de Berwick (en), qui est une importante plantation de pin.
Berwick est aussi le siège du camp de la Otago Youth Adventure Trust (en).

## Toponymie
Il n’est pas clairement connu pourquoi la commune de Berwick a été nommé ainsi, ni ce qui conduit à la rattacher à la ville de Berwick-upon-Tweed dans le Northumberland.